# كلية العلوم بالمنستير
كلية العلوم بالمنستير هي إحدى أقدم وأكبر الكليات التابعة لجامعة المنستير، وقد تأسست بمقتصى الأمر عدد 44-81 المؤرخ في 31 ديسمبر 1977.

## تاريخ
كانت كلية العلوم في بدايتها تسمى كلية العلوم والتقنية، حيث كانت تسند في نفس الوقت شهادتي الأستاذية (4 سنوات) والهندسة (6 سنوات) واستمرت هذه الوضعية إلى عام 1987 أي إلى تأسيس المدرسة الوطنية للمهندسين بالمنستير. كما خرج من ثوب نفس الكلية المعهد العالي للبيوتكنولوجيا بالمنستير عام 2000.

## النشاط البحثي
يتوزع النشاط العلمي بكلية العلوم بالمنستير على 5 مخابر بحث و 18 وحدة بحث و 6 وحدات بحث مشتركة، وتضم تلك المجموعات ما يزيد عم خمسمائة باحث .

## أرقام
طبقا لأرقام السنة الدراسية 2007- 2008 يبلغ عدد طلبتها 5645 منهم 2532 طالبة.

## الأقسام
- الفيزياء ؛
- الكيمياء؛
- الرياضيات؛
- الاعلامية ؛
- مجمع الوحدات الأفقية.

## وصلة خارجية
- موقع كلية العلوم بالمنستير.